# Мехтильда Магдебургская
Мехти́льда Магдебу́ргская (нем. Mechthild von Magdeburg, 1207, диоцез Магдебурга — 1282, монастырь Гельфта, Айслебен) — немецкая мистическая писательница, бегинка, впоследствии монахиня-цистерцианка

## Биография
Из семьи саксонских дворян. В 12 лет имела первое откровение, определенное ею как «привет Святого Духа». Примерно с 1230 жила в Магдебурге, по собственному свидетельству, оставив родительский дом. Около 1250 по благословению духовника начала писать труд «Струящийся свет Божества» — первое произведение немецкой мистической литературы на народном языке, повлиявшее на всю последующую женскую католическую мистику Германии (Маргарета Эбнер, Кристина Эбнер и др.). «Струящийся свет Божества» состоит из семи книг, содержащих лирические и назидательные главы. Как религиозный лирик Мехтильда не имеет себе равных не только в средневековой, но и в новейшей поэзии. Существенную часть её труда составляют видения о рае, аде, посмертной судьбе душ и эсхатологические пророчества. «Струящийся свет Божества» нашел как почитателей, так и противников. В зрелом возрасте пользовалась уважением, к ней часто обращались за духовными советами. В 1270 вступила в цистерцианский монастырь Гельфта, где, глубоко почитаемая сестрами-монахинями, и умерла.

## Наследие
Откровения Мехтильды повлияли на Божественную комедию Данте, она упомянута в поэме. Не была канонизирована, к XV в. её сочинения были забыты. Их вновь открыли в XIX в., они многократно переведены на многие европейские языки. В настоящее время почитается сестрами Гельфты как блаженная.

## В астрономии
В честь Мехтильды назван астероид (873) Мечтилд, открытый в 1917 году